# Johan Fredrik Hallardt
Johan Fredrik Hallardt, troligen född 1726 i Stockholm, död 5 juli 1794 i Riddarholmens församling, Stockholm, var ett svenskt kammarråd, musiklexikograf, musikskriftställare och amatörviolinist.

## Biografi
Johan Fredrik Hallardt var postkontrollör i Stralsund 1765, postinspektör i Wismar från 1770-talets början och kallades kammarråd på senare år. Han invaldes som ledamot nr 69 av Kungliga Musikaliska Akademien den 10 februari 1776.
Johan Hallardt fick sin musikaliska utbildning av Per Brant. Han deltog i musikverksamheten inom aristokratin i Stockholm vid mitten av 1700-talet. Bland annat har han spelat hos Anders Johan von Höpken. I Wismar, dit Hallardt flyttade som postmästare, deltog han i stadens musiksällskap.
Hallardt var ständigt sysselsatt med musiklexikografiskt arbete. Han började sin författarverksamhet 1772 eller 1773 och fick sannolikt inspirationen av Charles Burneys "Tagebuch einer musikalischen Reise". Hallardts författarskap resulterade i åtta handskrifter av lexikalisk karaktär, samtliga otryckta, av vilka de främsta är "Musicalisk dictionnaire" i 3 band och "Biografiskt musiklexikon" i 4 band. Han var tillsammans med Abraham Hülphers frihetstidens och den gustavianska epokens mest produktiva författare på musikhistoriskt område.

### Familj
Hallardts föräldrar var vinskänken Johan Hallardt och Mariana Sandbeck. Han gifte sig med Christina Elisabeth Bergman, född 11 april 1726 i Kalmar, död 13 februari 1787 i Wismar, dotter till handlanden Nils Bergman och Elisabeth Robertsonia.